# Pappogeomys bulleri
Pappogeomys bulleri és una espècie de rosegador, de la família dels Geòmids, endèmic de Mèxic.

## Descripció
P. bulleri és endèmic de Mèxic. La llargària total d'aquesta espècie és típicament de 270 mm, i una massa corporal per sota de 250 g. El color del pelatge del P. bulleri varia des d'un gris clar a un gris fosc depenent de la seva distribució geogràfica i la cua, sovint blanca i pelada, té una llargària que és la meitat de la del cos (amb el cap inclòs). Aquest gòfer està ben adaptat per a l'excavació, fet que és evident per la seva constitució robusta, forma fusiforme, mandíules i incisives poderoses, extremitats anteriors fortes i llargues així com una reducció de les extremitats posteriors i dels malucs, observades habitualment en aquesta espècie. La dieta d'aquesta espècie inclou arrels d'arbusts xeròfits, herbes i herbes.

## Hàbitat
La distribució de l'hàbitat d'aquesta espècie varia àmpliament, van des de muntanyes boscoses, prats de muntanya, planes amb vegetació, i les terres baixes costaneres, incloses les zones prop de nivell del mar fins a 3.000 m d'altitud. P. bulleri es pot trobar principalment a les regions muntanyoses, habitant sòls profunds generalment d'origen volcànic. Aquest gòfer també es pot trobar en ambients semitropicals on fan servir arbustos com a font d'aliment, així com prop de sòls emprats per a conreu.
Aquesta espècie és molt exitosa creant sistemes de caus que poden usar com a protecció, tant com per agressions ambientals com per a depredació, així com per a emmagatzemar menjar i per criar. Els caus consten típicament d'un passadís principal que es divideix en moltes branques. Els tunels superficials prop d'arrels i d'altres fonts d'aliments s'usen per farratge, mentre que els més profunds s'empren com a nius i magatzems de menjar. La fondària mitjana dels caus hàbitats per P. bulleri és 19,9 cm, amb un túnel principal d'un diàmetre de 8,9 cm.